# Schizonycha fulvicornis
Schizonycha fulvicornis är en skalbaggsart som beskrevs av Moser 1919. Schizonycha fulvicornis ingår i släktet Schizonycha och familjen Melolonthidae. Inga underarter finns listade i Catalogue of Life.